# Loughnashade-Trompete

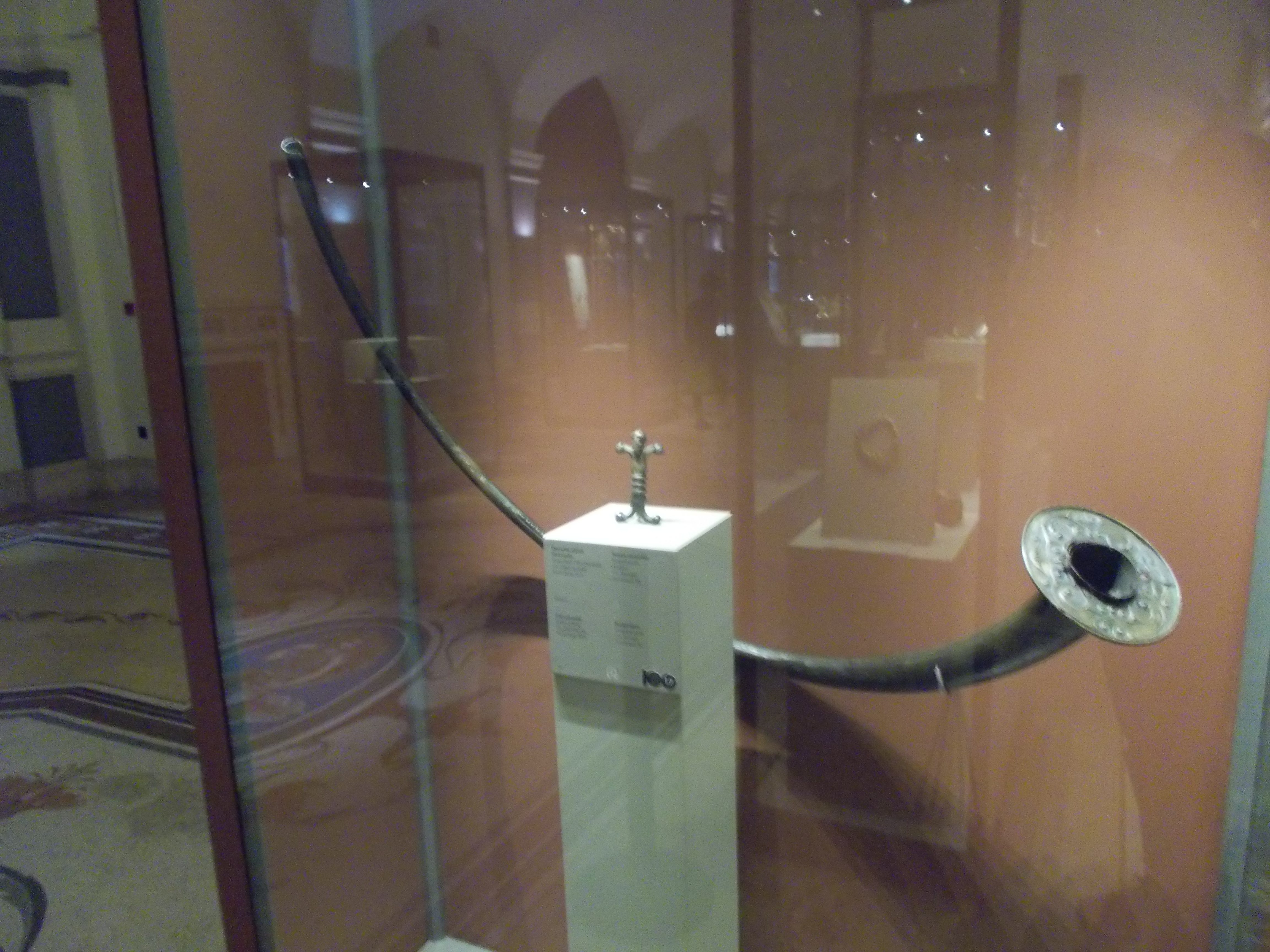
Loughnashade-Trompete

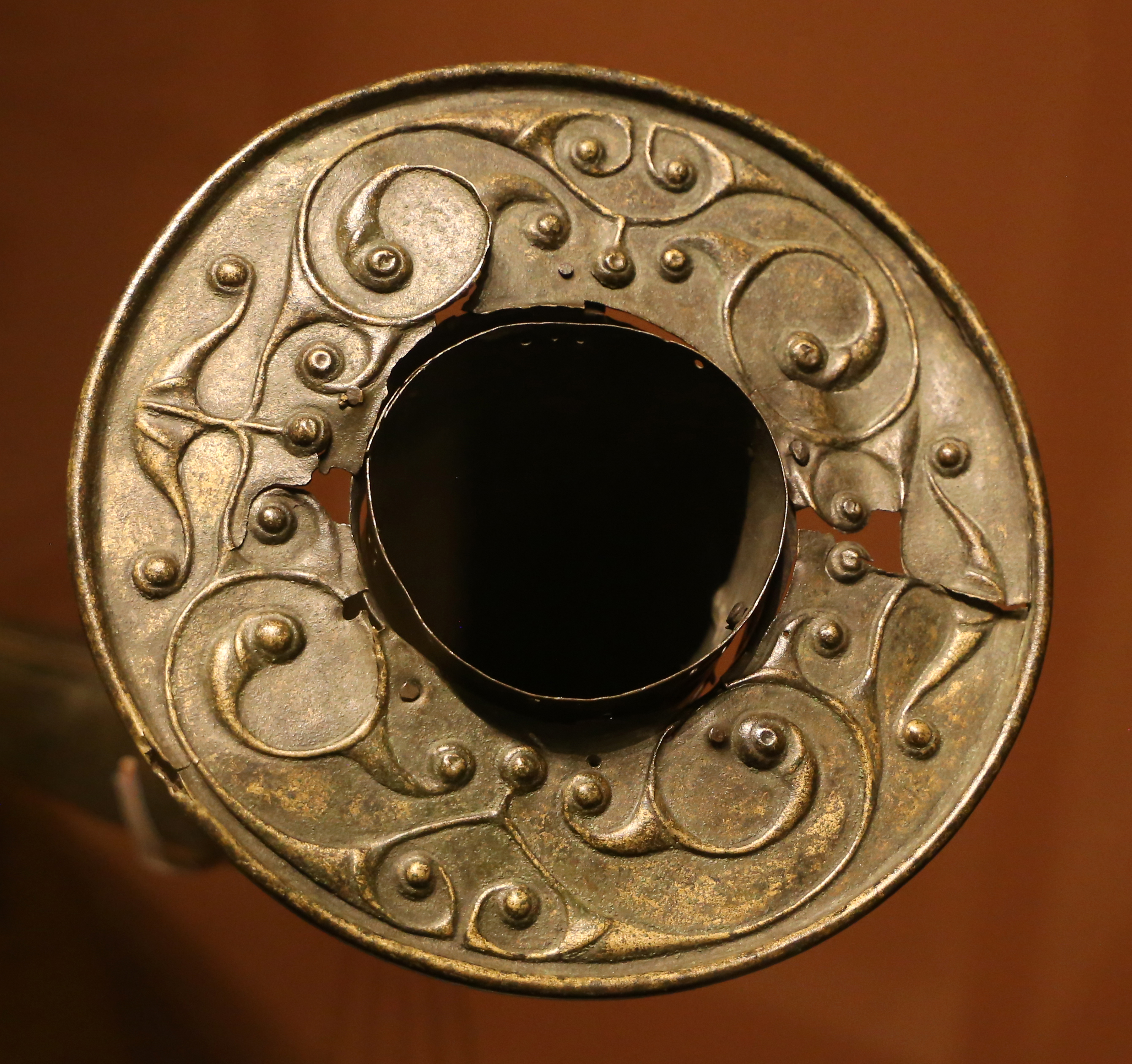
Schallblech der Loughnashade-Trompete

Die Loughnashade-Trompete ist eine aus mehreren Bronzeblechen gefertigte, etwa 1,8 m lange, historische Naturtrompete. Sie besteht aus zwei Viertelkreissegmenten, dem vorderen konischen und dem hinteren zylindrischen, die in der Mitte drehbar verbunden sind. Die beiden in der Eisenzeit, im 1. Jahrhundert v. Chr. hergestellten Hälften sind jeweils Halbschalen, die mit einem Bronzeblechstreifen und mehr als 600 Nieten verbunden sind. Die Trompete ist ein Exponat des Irischen Nationalmuseums in der Kildare Street von Dublin.

## Beschreibung
Das Schallstück oder der Schallbecher der Trompete ist mit einem getriebenen Latène-Stil-Design dekoriert, das auf dem klassischen Lotusknospen-Motiv basiert. Die Trompete wurde 1798 in der Nähe des verlandeten Sees Loughnashade (irisch Loch na Séad, „See der Schätze“) im County Armagh in Nordirland gefunden, zusammen mit einem menschlichen Schädel und drei weiteren Trompeten, die inzwischen verloren gingen. Der See wird vom Navan Fort (Emain Macha), einer der größten keltischen Befestigungen in Irland überblickt. Sie ist eine der frühesten gefundenen Trompeten und funktioniert immer noch als Musikinstrument. Ein Rohr ist eindeutig später ausgetauscht worden und schlecht ausgeführt, während das andere ein Meisterwerk ist.

## Spielweise
Hält der Spieler die Trompete so, dass aus den Viertelkreisen ein Halbkreis entsteht, lässt sich die Trompete kaum halten bzw. spielen. Verdreht man die Trompete im Gelenk jedoch, so dass sie S-förmig ähnlich einer Carnyx aussieht, geht es deutlich besser.